# Японовая кислота
Японовая кислота (Генэйкозандиовая кислота, нонадекандикарбоновая кислота) НООС(СН2)19СООН — двухосновная кислота, выделенная из натурального жира, называемого  японским воском.

## Открытие и этимология названия
Впервые была изолирована Эберхардом (Eberhardt) в 1888 году путём фракционной перегонки под вакуумом. 
Поскольку природное сырьё, из которого кислота получена, а именно «кашу» — высушенный сок некоторых видов акаций, назывался «японской землёй», и кислота получила название японовой. 

## Свойства
Плавится при температуре 117.5-117.9 °C. 
При нагревании до 200 °C начинает разлагаться с выделением CO2 и образованием кетона C10H21COC10H21.
Кислота и её соли окрашены в различные оттенки коричневого.
Кислота ограниченно растворима в большинстве растворителей.
Калиевая соль кислоты частично растворима в 95 % спирте.
Хромовые соли японовой кислоты применяются в крашении тканей, образуясь при окислении кашу бихроматом калия (хромпиком). 